# Podlopatkový sval
Podlopatkový sval (lat. musculus subscapularis) je široký kosterní sval trojúhelníkovitého tvaru, který leží v podlopatkové jámě, tedy mezi lopatkou a hrudníkem. Ovládá a stabilizuje ramenní kloub.
Podlopatkový sval odstupuje od lopatky a od fascie, která ho odděluje od velkého oblého svalu a dlouhé hlavy trojhlavého svalu. Svalová vlákna svalu se sbíhají a splývají v úponovou šlachu, která přechází přes pouzdro ramenního kloubu a upíná se na malý hrbolek pažní kosti. Při přechodu přes krček lopatky je šlacha podložena synoviálním bursou, která komunikuje s dutinou kloubního pouzdra.
Pro své unikátní umístění mezi širokými kostěnými strulturami (lopatkou a hrudním košem) je sval náchylný ke vzniku tzv. trigger pointů – bolestivých ztuhlých uzlů, které svalu ubírají na elasticitě a prokrvení. Atrofovaný sval je pak podle některých jednou z hlavních příčin zatuhnutí ramene, resp. syndromu "zmrzlého ramene".